# Ley galesa

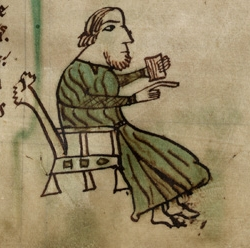
Dibujo de un juez en el manuscrito Peniarth 28.

El Derecho galés o ley galesa (en galés Cyfraith Hywel y en inglés Welsh law) fue el sistema jurídico utilizado en Gales antes del siglo XVI. Según la tradición fue Hywel Dda ("Hywel el Bueno") el primero que lo codificó durante el período comprendido entre el año 942 y el 950, mientras reinó sobre la mayor parte de Gales; por ello es comúnmente denominada Cyfraith Hywel, la Ley de Hywel, en galés. La tradición indica que los hombres de Hywel adaptaron leyes existentes y algunos elementos muy probablemente sean mucho más antiguos, con trozos similares a las leyes Brehon de Irlanda (un conjunto de leyes celtas). Los manuscritos más antiguos que han llegado a nuestros días se remontan a comienzos o mediados del siglo XIII. La ley fue revisada y actualizada en forma continua, a veces por los gobernantes pero por lo general por juristas, por lo que no es correcto asumir que por ejemplo ciertas regulaciones de un manuscrito del siglo XIII de la ley sean evidencia del sistema legal utilizado durante el siglo X. El sistema legal galés fue absorbido por el sistema inglés mediante las Leyes en las Actas de Gales, promulgadas entre 1535 y 1542 por el rey Enrique VIII de Inglaterra.

## Resumen
Las leyes incluyen las "leyes de la corte", las leyes que establecen las obligaciones y derechos del rey y de los oficiales de su corte y las "leyes del país" que tratan sobre todos los otros temas. En algunas versiones de las leyes algo del material en las leyes del país se divide en el "libro de prueba de la justicia" que trata sobre homicidio, robo y los valores de los animales salvajes y domesticados entre otros temas. Dentro de cada una de dichas secciones hay trozos de longitud variable que tratan sobre los diferentes temas, por ejemplo la ley sobre las mujeres y la ley de los contratos. La ley civil difiere de la mayoría de los otros códigos legales ya que establece que si fallece el propietario de un trozo de tierra la misma debe ser repartida en partes iguales entre sus hijos, tanto legítimos como ilegítimos. Esto era un tema de conflicto con la iglesia, ya que bajo la ley canónica los hijos ilegítimos no podían heredar.
Cuando un caso era traído ante la corte, el método que se utilizaba para tomar una decisión era por lo general el de compurgación. En dicho sistema la persona acusada o las partes en una disputa dan su versión de los hechos bajo juramento, luego de lo cual deben encontrar cierto número de personas que afirman bajo juramento que se puede confiar en el juramento de la parte enjuiciada. La cantidad de compurgadores requerida dependía de la naturaleza del caso. El juez o jueces luego toman una decisión. Solo para un número muy reducido de crímenes el castigo era la pena capital. Por lo general el homicidio era penalizado mediante el pago de una compensación a la familia de la víctima, mientras que el robo podía ser penado con la muerte si era robo con muerte y el ladrón era apresado con los bienes en su haber; el valor de los bienes robados debía ser superior a cuatro peniques. La mayoría de las otras ofensas se castigaban con una multa.
La ley galesa se aplicó en Gales hasta la muerte de Llywelyn el Último Rey en 1282 y el Estatuto de Rhuddlan de 1284 que reemplazó la ley criminal de Gales por el Derecho de Inglaterra. La ley galesa continuó siendo aplicada en casos civiles hasta que Gales fue anexado a Inglaterra en el siglo XVI.